# Tweed (tissu)
 (novembre 2011).
Pour les articles homonymes, voir Tweed.

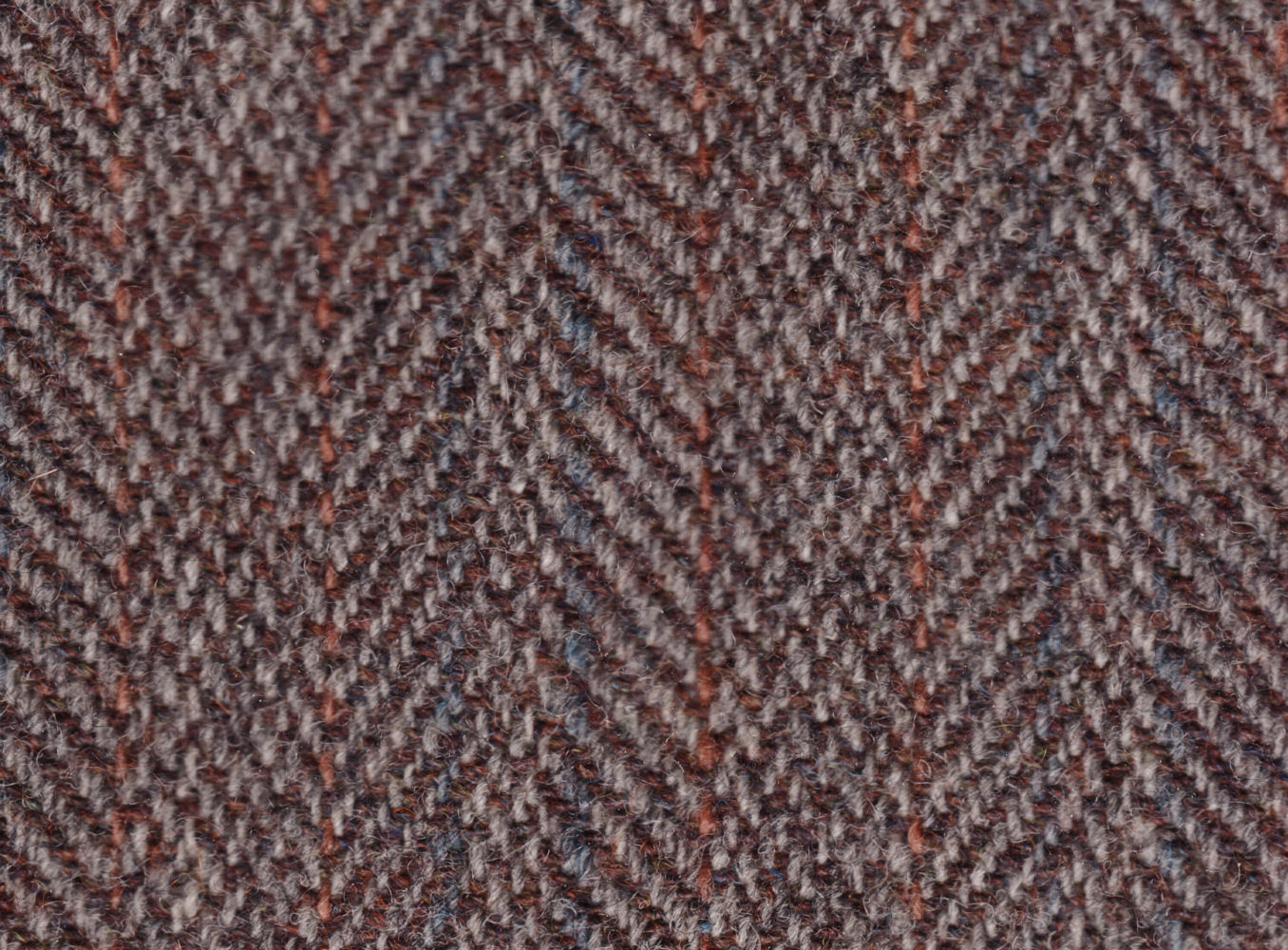
Harris Tweed à chevrons, milieu du XXe siècle.

Le tweed est un tissu   en laine cardée, flexible, ressemblant à un tissu filé main. Il s'est diversifié au XIXe siècle, notamment avec l'apparition du cheviot. Le tweed le plus réputé est le « Harris Tweed » typique de la garde-robe du gentleman farmer.  

## Histoire
Son nom vient de tweel en scots, qui signifie « sergé » en français. On l'appelle tweed car le tissu est tissé dans un motif sergé plutôt qu'un motif traditionnel. Une histoire écossaise raconte que ce nom a été donné presque par hasard. Autour de l'an 1831, un marchand Londonien aurait reçu une lettre de Hawick firm, qui parlait de « tweels ». Le marchand a mal interprété l'écriture de l'auteur, pensant que c'était un nom acquis lors du voyage sur le fleuve, la Tweed, qui coule le long de la frontière écossaise. Le tissu a donc été nommé « tweed » et c'est le nom que l'on utilise encore de nos jours. 
À partir du XVIIIe siècle, il est porté par des paysans anglais qui le tissent eux-mêmes. Ses avantages sont son étanchéité et le rôle joué par l'air, un isolant naturel, qui est intégré dans le vêtement. Il est ensuite revêtu par des gentlemen lors de leurs week-ends à la campagne, restant peu visible en ville jusque dans les années 1950, où on le porte désormais en veston de sport avec un pantalon gris ou coloré. D'abord plutôt lourd (600-800 g/m), de couleurs sombre et tissé en laine de mouton cheviot, le tweed a laissé place à des supports plus légers, moins rugueux (340 g/m) avec davantage de couleurs (carreaux rouge, orange, vert, etc.) et confectionnés en race de mouton mérinos,.
Il est produit dans les îles Hébrides britanniques (Harris tweed, du nom de l'île Harris dans cet archipel), en Écosse, en Allemagne (tweed saxony), au Danemark (tweed shetland), en Irlande (tweed donegal) ou encore en Italie.
Il a aussi été popularisé par la couturière Coco Chanel, qui s'en servit beaucoup.

## Fabrication artisanale
C'est un tissu fait de laine tissée, d’armure toile ou sergé, parfois à chevrons. Les effets de couleur sont obtenus par un fil de plusieurs (2 ou 3) brins torsadés de laines de différentes couleurs.

## Types
Il existe différents types de tweed :
- le Donegal (dont les fils blancs de son armure ressortent fortement)
- le Shepherd's check (ou pied-de-poule en France)
- le Harris tweed
- le Herringbone
- le Varied Herringbone
- l'Houndstooth (ou pied-de-coq en France)
- la cheviotte (laine des moutons des Monts Cheviot)
- le Cover-coat
- le Bedford (tissu très lourd qui sert à tailler des vestes pour la chasse)

## Usage

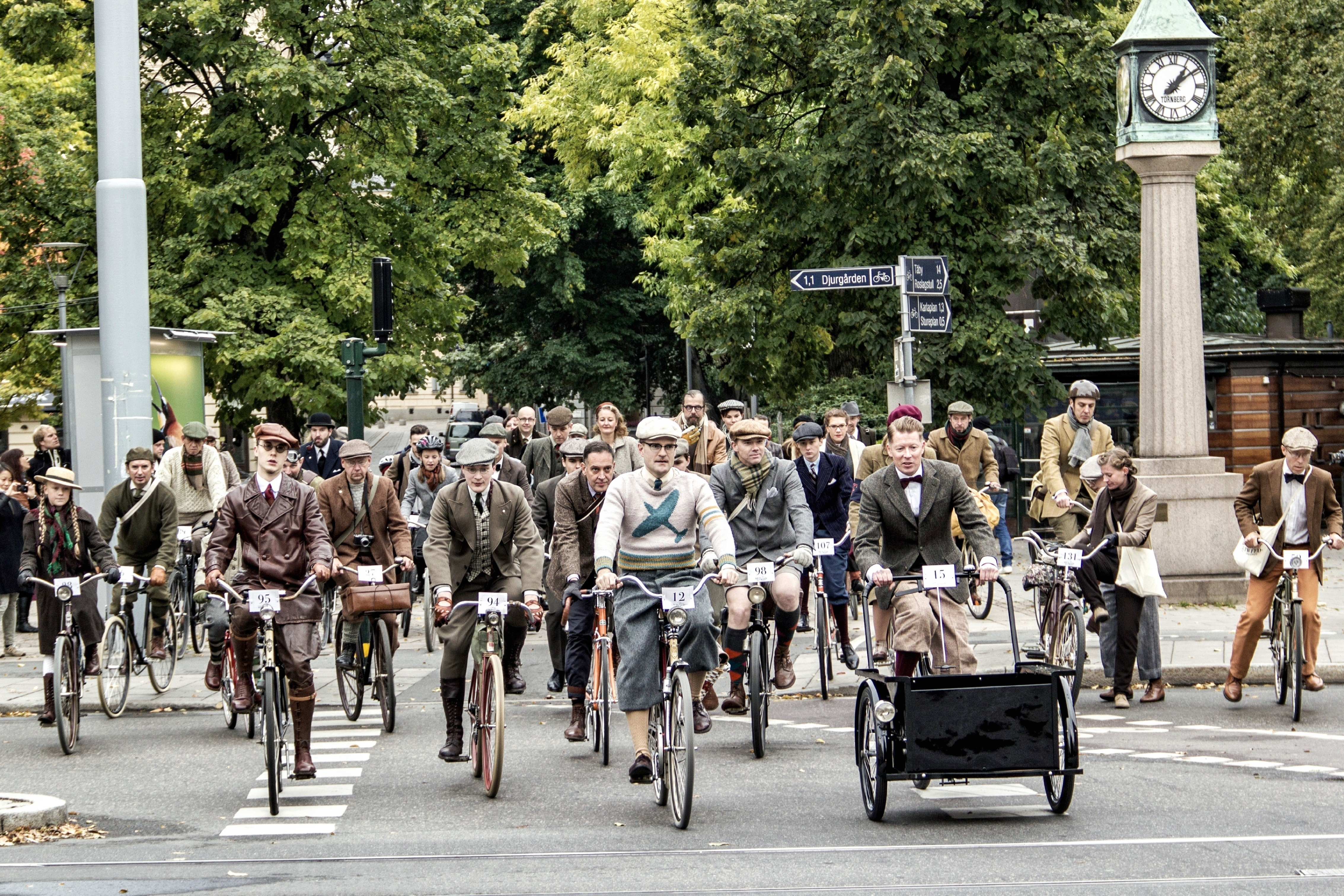
Événement sportif "Bike in Tweed" à Stockholm, en 2013

Les tweeds sont recherchés pour les vêtements d’extérieur de tous les jours (manteau, veste, chapeau), car ils sont assez imperméables et très résistants. Les tweeds sont traditionnellement portés pour des activités d’extérieur comme la chasse, la pêche et la marche à pied, en Irlande comme au Royaume-Uni.
Le tissu est également utilisé dans la fabrication de revêtement d'amplificateurs de guitare. Il est d'ailleurs devenu un élément caractéristique des premiers modèles de l'entreprise Fender durant les années 1950.
Aujourd’hui le tweed est également utilisé dans la mode contemporaine.